# Generator częstotliwości wzorcowej
Generator częstotliwości wzorcowej – rodzaj przyrządu wykorzystywanego do dokładnych pomiarów częstotliwości i okresu, a także do generowania wzorcowych sygnałów podstawy czasu wykorzystywanych przez inne przyrządy pomiarowe.
Przyrząd składa się zwykle z modułu wysokostabilnego generatora i dzielników częstotliwości, które umożliwiają uzyskanie wielu pomniejszych częstotliwości wzorcowych powstałych w wyniku podziału wzorcowej częstotliwości podstawowej. Niektóre uproszczone modele mogą generować tylko jedną ustaloną częstotliwość wzorcową (zwykle jest to 10 MHz).
Obecnie jednym z modułów wchodzących w skład takiego urządzenia jest odbiornik sygnałów GPS. Związane jest to z funkcjonalnością satelitów tego systemu, które dysponują bardzo dokładnymi zegarami atomowymi. Pozwala to na zbudowanie względnie taniego przyrządu, ponieważ jego wewnętrzny generator częstotliwości wzorcowej zwykle jest uproszczony i wykorzystywany tylko w sytuacjach awaryjnych. Po zsynchronizowaniu się z zegarem satelity generuje on częstotliwość opartą na częstotliwości zegara atomowego systemu GPS.